# Carolus Rex
Carolus Rex è il settimo album in studio della band power metal Sabaton.
Come gli altri album del gruppo, anche questo si concentra sul tema della guerra, parlando della storia della Grande guerra del nord dal punto di vista dell'Impero Svedese, con particolare rilevanza per Carlo XII di Svezia, re tra il 1697 e il 1718 e Gustavo II Adolfo di Svezia.
L'album fu pubblicato, oltre alla versione internazionale, anche in altre tre edizioni, una svedese, una statunitense ed una speciale, con 2 CD.
L'album è stato premiato nel 2013 con il disco di platino in Svezia, rendendo i Sabaton primo gruppo heavy metal svedese a conseguire tale risultato.

## Tracce
1. Dominium Maris Baltici (0:29) - parla della nascita dell'Impero svedese
2. The Lion from the North (4:42) - parla di Gustavo Adolfo di Svezia
3. Gott Mit Uns (3:15) - parla della Battaglia di Breitenfield
4. A Lifetime of War (5:45) - parla delle tragiche condizioni di vita in Europa causate dalla Guerra dei trent'anni
5. 1648 (3:54) - parla del fallito assedio ad una colonna Svedese e della conseguente Battaglia di Praga
6. The Carolean's Prayer (6:14) - Parla dei Karoliner (fanteria di linea svedese)
7. Carolus Rex (4:53) - parla dell'incoronazione e della politica di Carlo XII di Svezia
8. Killing Ground (4:24) - parla della Battaglia di Fraustadt
9. Poltava (4:03) - parla della Battaglia di Poltava e della conseguente sconfitta dell'Impero svedese
10. Long Live the King (4:09) - parla della morte e dei funerali di Carlo XII
11. Ruina Imperii (3:21) - parla della fine dell'Impero svedese
12. In The Army Now (3:58) - Bonus Track

### Tracce edizione svedese
1. Dominum Maris Baltici
2. Lejonet från Norden ("The Lion From the North")
3. Gott Mit Uns
4. En livstid i krig ("A Lifetime of War")
5. 1648
6. Karolinens bön ("The Carolean's Prayer")
7. Carolus Rex
8. Ett slag färgat rött ("A Battle Coloured Red")
9. Poltava
10. Konungens likfärd ("The Funeral Procession of the King")
11. Ruina Imperii
12. Feuer Frei! (Rammstein cover) - Bonus Track

### Edizione statunitense
1. Dominum Maris Baltici
2. The Lion from the North
3. Gott Mit Uns
4. A Lifetime of War
5. 1648
6. The Carolean's Prayer
7. Carolus Rex
8. Killing Ground
9. Poltava
10. Long Live the King
11. Ruina Imperii
12. In The Army Now - Bonus Track

### Edizione speciale
CD 1
1. Dominium Maris Baltici
2. The Lion from the North
3. Gott Mit Uns
4. A Lifetime of War
5. 1648
6. The Carolean's Prayer
7. Carolus Rex
8. Killing Ground
9. Poltava
10. Long Live the King
11. Ruina Imperii
12. Twilight of the Thunder God (Amon Amarth cover) - Bonus Track
13. In the Army Now - Bonus Track
14. Feuer Frei! (Rammstein cover) - Bonus Track

CD 2
1. Dominium Maris Baltici
2. The Lion from the North
3. Gott Mit Uns
4. A Lifetime of War
5. 1648
6. The Carolean's Prayer
7. Carolus Rex
8. Killing Ground
9. Poltava
10. Long Live the King
11. Ruina Imperii

## Formazione
- Joakim Brodén - voce
- Rickard Sundén - chitarra solista
- Oskar Montelius - chitarra ritmica
- Pär Sundström - basso
- Daniel Mullback - batteria
- Daniel Mÿhr - tastiere